# Éditions du Moment
Les éditions du Moment sont une maison d'édition fondée en 2006 par Yves Derai et Fabien Ouaki et disparue en août 2016,.

## Historique
La maison d'édition a connu des déboires juridiques qui ont conduit à sa liquidation. Ainsi, lors de l'annonce, début 2016, de la publication du livre de Nathalie Koah Revenge Porn dans son pays, le Cameroun, et en France, une action de justice intentée par les avocats de Samuel Eto'o fait interdire sa publication en France. La décision de justice est ressentie durement par la maison d'édition,.

## Auteurs publiés
- Leïla Ben Ali
- Michaël Darmon
- Isabelle Duquesnoy
- Jean-Baptiste Giraud
- Florent Piétrus
- Michel Taubmann
- Gilles Verdez
- Viiolaine Vanoyeke
- Thierry Cadet